# アタナギルド (ヘルメネギルドの子)
アタナギルド（Athanagild, 580年から582年 - ?）は、西ゴート王国の王族。ヘルメネギルドとその妃イングンデの一人息子で夫妻の唯一の子女。同名の西ゴート王アタナギルドは曾祖父にあたる（母イングンデがアタナギルドの次女ブルンヒルドの長女）。ブルンヒルドの夫で母方の祖父はメロヴィング朝フランク王国の分王国アウストラシアの王シギベルト1世。そのため、フランク王族の血筋でもある。また一説に、父方の祖母テオドシアの血筋を辿れば、ローマ帝国初代皇帝アウグストゥスに辿り着くとされる。その生涯は主に幼少期しか断片的に明らかになっていないが、西ゴート王国とフランク王国のハーフという血筋故に、当時の地中海諸国を渦巻いていた政治的思惑や宗教的対立に翻弄された、悲運かつ悲劇の王族だった。

## 生涯

### 家族の対立
アタナギルドの両親は579年に結婚した。西ゴートの王族たちは幼少期からアリウス派の教育を受けており、イングンデの母ブルンヒルドのようにカトリック国に嫁入りすると、結婚式の前に自身が改宗して、やがて生まれる子供たちをやはりカトリックに育て上げる義務があった。その逆の場合もあり、イングンデの祖母でアタナギルドの曾祖母ゴイスウィンタは早速、イングンデのために改宗の儀式を準備する。しかし、イングンデは人並み以上の熱烈なカトリック信者でそれを受け入れなかった。ゴイスウィンタは怒り狂った。年代記によれば、ゴイスウィンタはイングンデの髪を掴んで引きずり回し、地面に叩きつけ蹴りつけた。イングンデは怪我をした。それでも言うことを聞かなかった。後に衣服を裂いて裸にし、養魚池に放り込んだ。頭を踏みつけて虐待したなどと書かれている。困り果てた祖父レオヴィギルドは唯一の解決策として、ヘルメネギルド夫妻を当時アンダルシアで前線基地となっていたセビリアに送り出すことにした。